# Joë Hamman
Jean Hamman, dit Joë Hamman, est un acteur, réalisateur, dessinateur et illustrateur français, né le 26 octobre 1883 à Paris et mort le 30 juin 1974 à Dieppe.
Il est considéré comme l'un des créateurs, au début du XXe siècle, du « western français », avec son ami le réalisateur Jean Durand.

## Biographie
Né en 1883 d’une famille bourgeoise (père expert en tableaux, mère ancienne demoiselle de compagnie de l'impératrice Eugénie), il est le petit-fils du peintre belge Édouard Hamman, peintre d'histoire. Sa grand-mère Louise-Jenny Audiat a été demoiselle de compagnie de l’impératrice Eugénie. Par sa mère, Virginie Protais, il est le petit-neveu du peintre Paul-Alexandre Protais et descend de Jean-François Christophe général de cavalerie, baron d'Empire.
Il côtoie dans son enfance de nombreux écrivains (Dumas fils, Maupassant, Feydeau) amis de ses parents. Il fait ses études à Paris et à Londres, puis entre aux Beaux-Arts.
Joë Hamman découvre sa vocation de cinéaste lorsqu'à douze ans, il assiste à l'une des projections d'Auguste et Louis Lumière au Salon indien du Grand Café, à Paris en décembre 1895. À 21 ans en voyage d’affaires avec son père aux États-Unis, il découvre les Wild West Shows de Buffalo Bill avec qui il se lie d'amitié. De retour en France, Joë Hamman tourne des westerns (en tant qu'acteur et réalisateur) dans la région parisienne (carrières d’Arcueil, bois de Meudon). Cow-boy en 1906 — le premier western selon lui — et Le Desperado en 1907 sont tournés pour la firme Lux. Après sa rencontre avec le marquis de Baroncelli, il tourne ses films en Camargue, faisant appel au réalisateur chevronné Jean Durand. Il est l'un des pionniers du genre hors Amérique.
En 1921, il crée une société de production, Les Films Joë Hamman, et continue de réaliser des films jusqu'en 1937. Après la Seconde Guerre mondiale, sa carrière cinématographique dans le western est révolue, les films de western tournés aux États-Unis supplantant les films français. Il joue alors des petits rôles, notamment dans des ciné-romans, jusqu'en 1967.
Son nom apparaît aussi, à partir de 1941, dans des récits complets pour des bandes dessinées et un peu plus tard, aussi bien pour des articles que pour des illustrations, dans des illustrés pour la jeunesse tels que Pierrot, Coq hardi, Cœurs vaillants et même Tintin. Certaines sont conservées au Musée national de la coopération franco-américaine du château de Blérancourt.
Dessinateur et aquarelliste, Joë Hamman a également illustré, entre autres, Balzac, Perrault, Edgar Poe, le Satyricon, Les Mille et Une Nuits...
Il fait partie  du « cercle des Mortigny », fondé par Dimitri d'Osnobichine, en 1908, qui regroupe de nombreux artistes et habitués de la vie parisienne : Paul Poiret, Bernard Boutet de Monvel, Pierre Brissaud, Georges Villa, Guy Arnoux, Lucien-Victor Guirand de Scevola, Joseph Pinchon, André Warnod, Pierre Troisgros, Jean Routier, Henri Callot, Pierre Falize, Pierre Prunier, cercle qui fonctionne jusque dans les années 1950.
Sous le nom de Joë Hamman, il a publié, en 1962, un livre autobiographique préfacé par Jean Cocteau, Du Far-West à Montmartre.

## Filmographie
Tous les films de la période 1907 à 1914 sont des courts métrages, sauf mention contraire.

### Acteur
- 1909 : Drame mexicain, 95 m.
- 1909 : Le Conscrit de 1809, 195 m.
- 1909 : Un drame au Far West, 160 m  (également réalisateur et scénariste) : Le cow-boy
- 1909 : Dans la tourmente
- 1909 : Feu à la prairie, 150 m (également scénariste), de Jean Durand : Le cow-boy
- 1909 : Rivaux, 160 m.
- 1909 : L'Honneur du pêcheur, 214 m
- 1909 : Les Frères de la côte, 188 m
- 1909 : L'Enfant du chercheur d'or, 272 m, de Jean Durand : Le jeune chef indien
- 1909 : Le Conscrit de 1809 de Gérard Bourgeois
- 1909 : La Fiancée du corsaire de Gérard Bourgeois, 213 m
- 1910 : Un drame sur une locomotive, 112 m (également scénariste), de Jean Durand
- 1910 : Reconnaissance d'Indien, 159 m, de Jean Durand
- 1910 : Pendaison à Jefferson City, 175 m  (également scénariste) , de Jean Durand : Joe, le cow-boy
- 1910 : Les Chasseurs de fourrures de Jean Durand
- 1910 : Les Aventures d'un cow-boy à Paris ou Les Aventures de trois peaux-rouges à Paris, 179 m, de Jean Durand : Le cow-boy
- 1910 : Le Pari de Lord Robert, 253 m, de Jean Durand
- 1910 : Le Gardian de Camargue, 270 m, de Léonce Perret
- 1910 : Le Fer à cheval de Jean Durand
- 1910 : Le Diamant volé, 222 m, de Jean Durand
- 1910 : L'Attaque d'un train  (également scénariste)  de Jean Durand : Le chef des bandits
- 1910 : L'Amour du ranch de Jean Durand
- 1910 : La Main coupée, 293 m  (également scénariste) , de Jean Durand : Harrison, le journaliste
- 1910 : Jim Crow, 281 m, de Robert Péguy
- 1910 : Dans les airs, 142 m, de Jean Durand
- 1910 : Bornéo Bill de Jean Durand
- 1910 : À travers la plaine de Jean Durand
- 1910 : Amitié de cow-boy de Jean Durand
- 1911 : L'Oiseau de proie, 569 m  (également réalisateur) : Arizona Bill
- 1911 : L'Ile d'épouvante, 588 m (également réalisateur) : Arizona Bill
- 1911 : Le Suicidé malgré lui, 132 m, de Jean Durand
- 1911 : Zigoto et l'Affaire du collier (ou La Trouvaille de Zigoto), 175 m, de Jean Durand
- 1911 : Le Mariage de Miss Maud, 170 m, de Jean Durand : Billy Clark, l'amoureux de Miss Maud
- 1911 : Le Pouce, 1 190 m (long métrage), de Gaston Roudès
- 1911 : La Prairie en feu (Le feu à la prairie), 296 m  (également scénariste) , de Jean Durand : Yellow Feather, le chef indien
- 1911 : La Piste argentée, 424 m de Jean Durand : Arizona Bill
- 1911 : La Chevauchée infernale  (également réalisateur) : Arizona Bill
- 1911 : En Camargue de Jean Durand
- 1911 : Cent dollars mort ou vif ou La chasse à l'homme, 278 m, de Jean Durand : Joe, le cow-boy
- 1911 : Calino veut être cow-boy, 140 m, de Jean Durand :Le professeur de lasso
- 1911 : Aux mains des bandits de Jean Durand
- 1912 : Zigoto plombier d'occasion de Jean Durand
- 1912 : Sous la griffe, 650 m de Jean Durand
- 1912 : L'Homme et l'ourse, 333 m, de Jean Durand
- 1912 : Les Tombeaux d'or, 313 m
- 1912 : Le Révolver matrimonial, 224 m (également scénariste) , de Jean Durand : Joe le cow-boy
- 1912 : Le Railway de la mort, 446 m (également scénariste) , de Jean Durand : Joe Baker
- 1912 : Le Cheval vertueux, 104 m, de Jean Durand
- 1912 : La Fin d'une révolution américaine de Louis Feuillade : Un officier nordiste
- 1912 : La Fiancée du toréador, 157 m, de Jean Durand
- 1912 : Cœur Ardent, 200 m  (également scénariste) , de Jean Durand : Cœur-ardent, l'indien
- 1912 : Aux mains des brigands, 610 m  (également réalisateur) : Arizona Bill
- 1912 : Dans la brousse, 402 m, de Louis Feuillade : Jean Lestrac le colon
- 1912 : Au pays des lions, 500 m, de Louis Feuillade
- 1912 : La Conscience de Cheval-Rouge, 675 m (également scénariste) , de Jean Durand : Red Hawk
- 1913 : Les Diables rouges, 300 m (également réalisateur) : Arizona Bill
- 1913 : La Légende d'Œdipe, 1 050 m (long métrage en 3 parties), de Gaston Roudès : Un conducteur de char
- 1913 : De l'azur aux ténèbres, 912 m (long métrage)
- 1913 : 210 contre 213, 642 m (également réalisateur) : Arizona Bill
- 1913 : La Ville souterraine (également réalisateur) : Arizona Bill
- 1914 : Les Lions dans la nuit, 882 m, de Jean Durand
- 1914 : La Chasse à l'homme
- 1914 : Fauves et bandits ou La torpille aérienne, 1 005 m, tourné en 4 parties : La torpille Arvieux, Le train 13 bis, Les fauves, La poudre 108, de Jean Durand
- 1921 : Le Gardian (également réalisateur)
- 1922 : Mireille de Ernest Servaes : Ourrias, le gardian
- 1922 : L'Étrange Aventure  (également réalisateur)
- 1923 : Tao ou Le fantôme noir -Ciné-roman en 10 épisodes "8.225m" - 1: "Le secret du bonze", 2: "Une trame subtile", 3: "Sous le masque", 4: "Histoire d'un vol", 5: "Les mésaventures de Bilboquet", 6: "L'étau se resserre", 7: "De Paris à Dakar", 8: "Haines et amours", 9: "Le mariage de raymonde", 10: "Dans l'ombre du temple" de Gaston Ravel : Tao, le métis
- 1923 : Rouletabille chez les bohémiens, ciné-roman en 10 épisodes "8430m", 1: "Le livre des ancêtres", 2: "L'arrestation", 3: "L'instruction", 4: "La poursuite", 5: "La page déchirée", 6: "L'enlèvement", 7: "A server turn", 8: "La pieuvre", 9: "Révélation", 10: "Le retour", de Henri Fescourt : Hubert de Lauriac
- 1923 : L'Enfant roi, ciné-roman en 8 épisodes "11.000m", 1: "L'éveil des géants", 2: "L'armoire de fer", 3: "La lettre de l'empereur", 4: "Le drame de Varennes", 5: "La maison des deux vieilles", 6: "Les deux orphelins", 7: "La conspiration des femmes" 8: "Lazare Hoche", de Jean Kemm : Chevalier de Mallory
- 1924 : Le Vert Galant, ciné-roman en 8 épisodes "9.000m", 1: "Le roi sans royaume", 2: "Le miroir magique", 3: "Les gants empoisonnés", 4: "L'inquisiteur et le sorcier", 5: "Le message d'amour", 6: "L'envoûtement", 7: "Au secours de l'ennemi", 8: "Le triomphe du Béarnais", de René Leprince
- 1924 : Les Fils du soleil, ciné-roman en 8 épisodes "6.750m", 1: "Un drame à Saint-Cyr", 2: "Le capitaine Youssouf", 3: "Chrétienne et musulmanes", 4: "La justice d'Abd-el-Kassem", 5: "L'évasion", 6: "La guerre sainte", 7: "Sabre au clair", 8: "Le triomphe de l'honneur", de René Le Somptier : Le baron de Horn
- 1924 : Le Stigmate, ciné-roman en 6 épisodes, 1: "Le mort vivant", 2: "Les deux mères", 3: "L'évasion", 4: "Nocturnes", 5: "La mère prodique", 6: "La main", de Louis Feuillade et Maurice Champreux : L'inspecteur Coursan
- 1926 : Sa petite de Routier-Fabre : Antonin, le neveu
- 1926 : Le Capitaine Rascasse (en 4 épisodes), de Henri Desfontaines : Curtius Salem
- 1926 : La Fille des pachas  (également réalisateur) de Adrien Caillard : Hubert
- 1926 : Lady Harrington, ciné-roman en 6 épisodes "8.500m", 1: "L'auto grise", 2: "Le piège", 3: "L'engrenage", 4: "Le vol des documents", 5: "Révélation", 6: "Le triomphe de Fox", de Fred Leroy-Granville et Grantham Hayes : James Baker, le frère de lady Harrington
- 1926 : Le Berceau de Dieu ou Les Ombres du passé de Fred Leroy-Granville : Abner ; le pharaon ; Confucius
- 1927 : Sous le ciel d'Orient de Fred Leroy-Granville et H.C Grantham-Hayes : Mustapha
- 1927 : Napoléon d'Abel Gance : L'archer
- 1930 : Adieu les copains de Léo Joannon : Le commandant de Chambaran
- 1931 : Le Roi des Aulnes (version française) de Marie-Louise Iribe : Le roi des Aulnes
- 1931 : Der Erlkönig (version allemande) Marie-Louise Iribe et Peter-Paul Brauer : Le roi des Aulnes
- 1931 : Les Monts en flammes ou Les Rebelles  (également réalisateur) de Luis Trenker : Le lieutenant Gall
- 1931 : Je serai seule après minuit de Jacques de Baroncelli : Le jazzman
- 1931 : Romance à l'inconnue de René Barberis : Jean Plestin
- 1932 : Danton d'André Roubaud
- 1933 : Mireille de René Gaveau et Ernest Servaes : Ourrias, le gardian
- 1935 : Le Train d'amour de Pierre Weill
- 1935 : Le Clown Bux de Jacques Natanson : Rancho, un cow-boy
- 1936 : Notre-Dame-d'Amour de Pierre Caron : Fernando
- 1937 : Tamara la complaisante de Félix Gandéra et Jean Delannoy : Abenkine
- 1938 : L'Occident de Henri Fescourt
- 1938 : Bar du sud de Henri Fescourt : Denis
- 1939 : Vous seule que j'aime de Henri Fescourt
- 1940 : Face au destin de Henri Fescourt
- 1955 : Napoléon de Sacha Guitry : Kellermann
- 1967 : Pop Game de Francis Leroi

### Réalisateur
- 1907 : Le Desperado
- 1909 : Un drame au Far West
- 1909 : Les Aventures de Buffalo Bill
- 1911 : L'Oiseau de proie
- 1911 : L'Île d'épouvante
- 1911 : La Chevauchée infernale
- 1912 : Aux mains des brigands
- 1913 : Les Diables rouges
- 1913 : 210 contre 213
- 1913 : La Ville souterraine
- 1921 : Le Gardian
- 1922 : L'Étrange Aventure
- 1926 : La Fille des pachas avec Adrien Caillard
- 1930 : Un caprice de la Pompadour avec Willi Wolff
- 1931 : Les Monts en flammes avec Luis Trenker
- 1931 : Grock (version française) avec Carl Boese

### Illustrateur
- 1925 : " Le roi Peste" de Edgar Allan Poe Editions René Kieffer.
- 1936 : Mémoires d'un vélo de Charles Pélissier et Noré, Librairie Delagrave, collection Sports et aventures no 2.
- 1941 : Pontcarral, aux Éditions de la Nouvelle France.
- 1952 : Le Martyre de l'obèse d'Henri Béraud aux  Éditions Athéna.

### Livres
- Joë Hamman. Sur les pistes du Far-West, Paris : Les Éditeurs français réunis, 1961.
- Joë Hamman. Du Far-West à Montmartre, un demi-siècle d'aventures, chez les Éditeurs Français Réunis, Paris, 1962.
- Francis Lacassin. « Joë Hamman ou L'éternelle jeunesse du centaure » in Pour une contre-histoire du cinéma, Arles : Actes Sud ; Lyon, Institut Lumière, 1994, p. 127–135.
- Francis Lacassin. À la recherche de Jean Durand, Paris : AFRHC, 2004. Préf. de Bernard Bastide.
- Bernard Bastide. Aux sources du cinéma en Camargue : Joë Hamman et Folco de Baroncelli, Avignon, Palais du Roure, 2018.

### Autres
- 1927 : La Grande Épreuve d'Alexandre Ryder et A. Dugès, assistant réalisateur
- 1938 : L'Occident de Henri Fescourt, assistant réalisateur
- 1939 : Face au destin de Henri Fescourt, assistant réalisateur
- 1939 : Vous seule que j'aime de Henri Fescourt, assistant réalisateur
- 1941 : Andorra ou les Hommes d'airain d'Émile Couzinet, directeur de production
- 1941 : Cartacalha, reine des gitans de Léon Mathot, coopérateur technique
- 1942 : Le Brigand gentilhomme d'Émile Couzinet, assistant réalisateur
- 1947 : Plume la poule de Walter Kapps, assistant réalisateur

### Filmographie
- Joë Hamman, le Français qui inventa le western, documentaire de Vincent Froehly, Supermouche productions, 2014, 52 min